# Veronika Lieblová
Veronika Lieblová (9. dubna 1909 Mladé – 21. listopadu 1997[zdroj?]) byla manželka nacistického válečného zločince Adolfa Eichmanna.

## Život
Narodila se Matyáši a Marii Lieblovým v Mladém u Českých Budějovic (dnes součást města). Lieblovi se v Mladém řadili mezi bohaté rodiny, vlastnili tam rozsáhlou zemědělskou usedlost. Dnes je na místě rodinného statku samoobsluha.
Po svatbě s Adolfem Eichmannem v roce 1935 s ním žila na různých místech. Nejdříve v Německu a poté v Praze. Na konci války odjela se syny (Horst, Dieter, Klaus) do bezpečí, nejdříve do Fischerndorfu a poté do Aussee. Zde žila až do roku 1951, kdy odjela za manželem do Argentiny.
Celá rodina Lieblových se hlásila k nacismu. Starší bratr Franz byl velitelem gestapa v Hradci Králové, další bratr byl arizátorem (zabavoval židovský majetek).